# Chungcheong

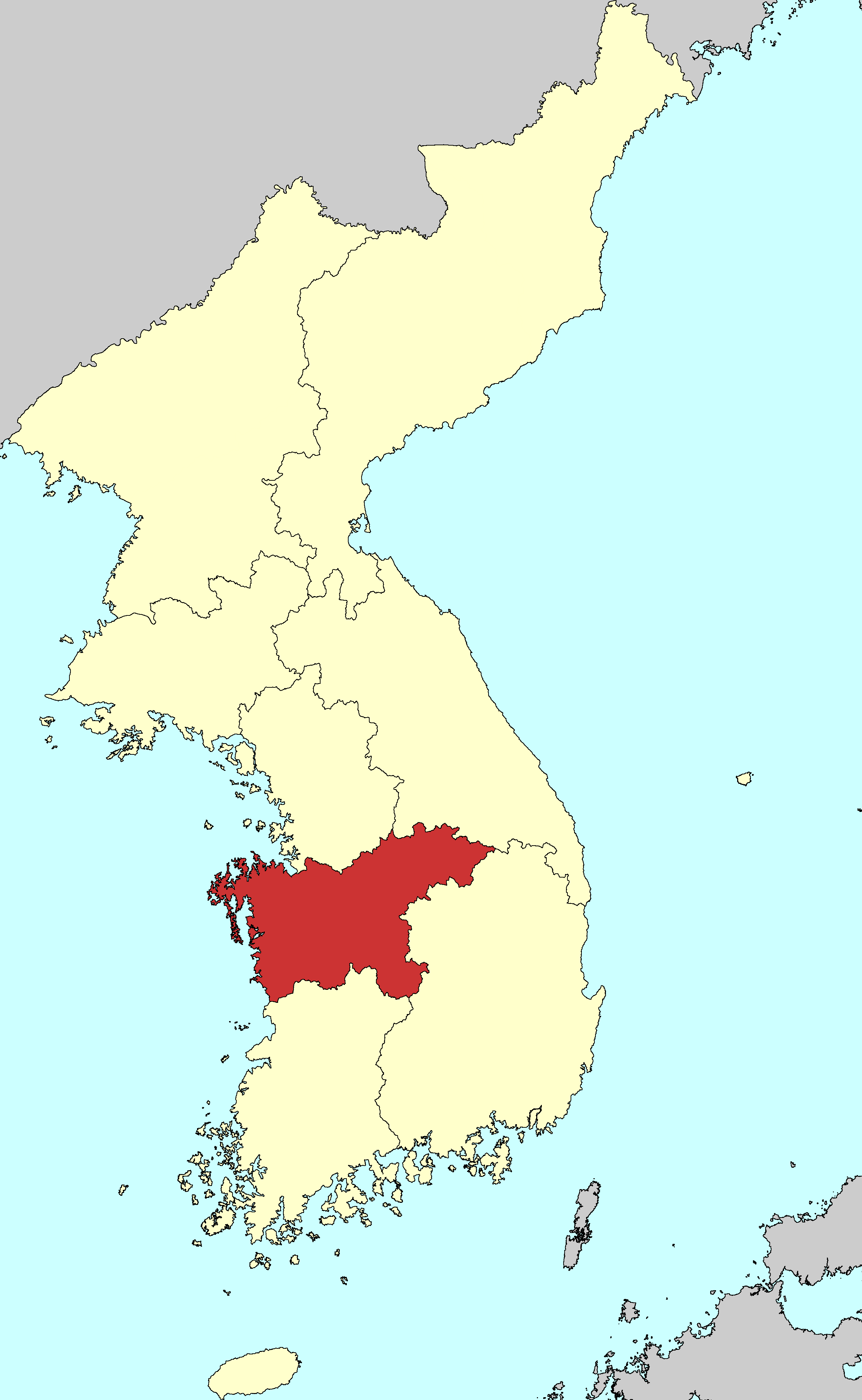
Chungcheong

Chungcheong, även stavat Ch'ungch'ŏng, var en av de åtta provinserna i Korea under Joseon-dynastin. Huvudstad var Gongju. 1895 delades provinsen upp i norra Chungcheong och södra Chungcheong.